# Tatjana Zelencova
Tatjana Petrovna Zelencova (rusko Татьяна Петровна Зеленцова), ruska atletinja, * 5. avgust 1948, Novorusisk, Sovjetska zveza.
Ni nastopila na poletnih olimpijskih igrah. Na evropskih prvenstvih je v teku na 400 m z ovirami osvojila naslov prvakinje leta 1978. Leta 1978 je dvakrat zapored postavila svetovni rekord v teku na 400 m z ovirami, ki ga je držala do leta 1979.